# Cilunculus haradai
Cilunculus haradai là một loài nhện biển trong họ Ammotheidae. Loài này thuộc chi Cilunculus. Cilunculus haradai được miêu tả khoa học năm 1983 bởi Nakamura & Child.